# Mimetus strinatii
Mimetus strinatii är en spindelart som beskrevs av Brignoli 1972. Mimetus strinatii ingår i släktet Mimetus och familjen kaparspindlar.
Artens utbredningsområde är Sri Lanka. Inga underarter finns listade i Catalogue of Life.